# 穎思國際
穎思國際投資發展有限公司（简称穎思國際，英文：Withsee International Investment Development Limited，葡文：Sociedade de Investimento e Desenvolvimento Internacional Withsee Limitada）是一家多元化國際投資公司，母公司為歐洲國際集團，公司主要業務包括房地產投資發展及金融市場投資等項目。

## 文化背景
歐洲國際集團成員。公司主張多元化國際投資服務。致力創造最好的回報。 

## 業務簡介
投資於澳門、香港、中國內地、美國、歐洲、澳洲等地。

## 下屬務業
- 穎思投資
- 穎思金融
- 穎思科技
- 穎思地產

## 企業文化
- 宗旨
  - 最公司及股東創造更好的價值，為社會作出更大的貢獻。
- 核心價值觀
  - 新穎創見、思前想後

## 外部連結
- 官方網站 （页面存档备份，存于）